# 中华水韭
中华水韭（學名：Isoetes sinensis），又名华水韭，多年生沼泽地植物，植株高约15到30厘米。因其形状像韭菜又多生于沼泽而得名。其种加词“sinensis”意为“中华的”。

## 生物描述
中華水韮其茎短，肉质，块状，宽度约0.5到1.5厘米。块茎由两道三瓣组成，基部生根。叶细长，聚生于茎上，肉质多汁，上半部分草绿色，下半部分黄白色，长度约15到30厘米，宽度约1到2毫米，线形，中空，先端渐尖。叶基部生有三角形渐尖的叶舌。孢子囊呈椭圆形。孢子异形，大孢子囊常生于外围叶的叶腋处，内生白色粒状，球形四面形大孢子。小孢子囊通常生于内部叶的叶腋处，内生灰黄色，粉末状小孢子。孢子期为5月下旬至10月末。染色体2n=44。

## 分佈地區
本种为中国特有水生蕨类植物。生于沼泽,山沟淤泥地及浅水池塘边。分布于江苏、浙江、安徽，未灭绝。2018年在诸暨五泄林区发现上百平米的中华水韭。2021年在杭州余杭区径山镇长乐林场的沼泽地中发现了大片中华水韭居群，数量大概有2万余株。

## 生物源起
分子生物学，染色体及形态方面的证据显示，中华水韭可能为异源四倍体，杂交起源于台湾水韭和云贵水韭。